# Marija Vergova-Petkova
Marija Dimitrova Vergova, coniugata Petkova (in bulgaro Мария Димитрова Вергова-Петкова?; Plovdiv, 3 novembre 1950), è un'ex discobola bulgara che vinse l'argento alle Olimpiadi di Montreal 1976 e  Mosca 1980, in entrambi i casi dietro ad Evelin Jahl.
Nel 1980 con 71,80 m stabilisce il record mondiale, che detiene per 3 anni circa.
Nel 1982 fu medaglia d'argento agli Europei dietro alla connazionale Tsvetanka Khristova, di dodici anni più giovane. Un anno dopo la Petkova vinse il bronzo nella prima edizione dei campionati del mondo.

## Palmarès
| Anno | Manifestazione | Sede     | Evento           | Risultato | Misura  | Note |
| ---- | -------------- | -------- | ---------------- | --------- | ------- | ---- |
| 1974 | Europei        | Roma     | Lancio del disco | 4ª        | 61,42 m |      |
| 1975 | Universiadi    | Roma     | Lancio del disco | Oro       | 65,28 m |      |
| 1976 | Olimpiadi      | Montréal | Lancio del disco | Argento   | 67,30 m |      |
| 1977 | Universiadi    | Sofia    | Lancio del disco | Oro       | 66,34 m |      |
| 1980 | Olimpiadi      | Mosca    | Lancio del disco | Argento   | 67,90 m |      |
| 1982 | Europei        | Atene    | Lancio del disco | Argento   | 67,94 m |      |
| 1983 | Mondiali       | Helsinki | Lancio del disco | Bronzo    | 66,44 m |      |